# Нухинское общество свободного просветительства
Нухинское общество свободного просветительства (азерб. Nuxa hürriyyəti-maarif cəmiyyəti) — общественная организация, действовавшая в Нухе (ныне город Шеки в Азербайджане) в начале XX века, главной целью которого было просветительство.

## История
Нухинское общество свободного просветительства было основано в апреле 1917 года. В обществе было 18 почётных членов и 76 действительных членов. Нурмухаммед Эфенди Имамзаде был почётным председателем общества, Абдулла Абдуррахманзаде – заместителем председателя и казначеем, а Вейсал Мустафазаде — секретарём. Целями общества были помощь существующим учебным заведениям, открытие новых школ и медресе, предоставление стипендий студентам, обеспечение подготовки учителей, организация театральных представлений, научных и литературных встреч и издание книг.
Общество впервые открыло курс подготовки учителей начальных классов, в котором приняли участие около 60 учеников. Здесь учились не только нухинцы, но и выходцы из Шемахи, Карягино и других регионов. Общество также предоставляло стипендии для удовлетворения домашних потребностей студентов. После завершения трёхмесячного учебного процесса 35 студентов, успешно сдавших экзамен, были награждены дипломом об окончании курса.
За короткий срок организация открыла в уезде 25 школ, а также школу «Ватан» на 200 человек, не имевших доступа к образованию. Общество также предоставило нуждающимся детям бесплатную одежду и школьные принадлежности. Кроме того, на средства общества выплачивалась заработная плата учителям, в Нухе открывались читальни, действовали концертные и театральные труппы.
Благодаря Нухинскому обществу свободного просветительства в Нухе развивается театр. До 1920 года любительский театр стал профессиональным.
Финансовые расходы общества обеспечивали нухинские предприниматели и интеллигенция. Когда общество начало свою деятельность, Абдулла Абдуррахманзаде пожертвовал в его фонд 300 рублей, сыновья купца Джафара Абдуррахманзаде — 1000 рублей, Мустафа-бек Алибеков — 200 рублей, братья Гаджи Мамедсадых Алиев — 200 рублей, Сулейман Мамедзаде, Гамид Касумоглы и доктор Алиаббас-эфенди Кадимов — по 100 рублей каждый. В дальнейшем 300 человек регулярно вносили свой вклад в содержание общества. Среди них были Адиль-хан Илисуйский, Хадиджа Алибекова, Салим-хан Шекиханов, Махмудали Халафзаде, Алиаббас-эфенди Кадимов, Ахмед-бек Шихмалибекоглы, Ахмед-бек Эфендизаде и другие.
За 1918—1919 годы общество собрало 11 тысяч 611 рублей. На эти средства были открыты новые школы в Нухе, курсы подготовки учителей, школа для девочек в верхней части города.

## Программа
Программа общества:
Цель общества
Основной целью общества является популяризация науки и образования среди турецких граждан, проживающих в городе Нуха и его окрестностях, и продвижение их в мир культуры.
1. Сахеи-действие
а) В настоящее время оказывает финансовую и моральную поддержку действующим школам и медресе города Нухи и его окрестностей.
б) Поощряет и поощряет тех, кто открывает новые школы и медресе и обеспечивает их пособием.
в) Общество открывает за свой счет начальные народные школы по соседству и в том месте, которое считает нужным.
г) Оказывает финансовую и моральную поддержку турецким студентам, которые учатся и хотят учиться в школах и университетах Рушди.
д) Общество берет под свою защиту бедных и осиротевших детей-мусульман города и района Нухи и принимает необходимые меры для их начального обучения и воспитания.
2. Общество создает детские сады для воспитания детей 5—7 лет до школьного возраста.
3. Открыть для публики читальню-общее собрание и общенациональную читальню и библиотеку.
4. Открытые вечерние курсы, пятничные школы и государственные школы для населения.
5. Каждая секция издает литературные, научные, научно-исторические книги для чтения и преподавания в школах, а по мере увеличения ее численности и финансов издает газеты и журналы на турецком языке.
6. Издание литературных сборников для сбора произведений литераторов и поэтов нашего народа.
7. Для школ и медресе муктадир обращается в необходимые места для поиска учителей.
8. В целях подготовки учителей для национальных начальных школ направляет талантливых учителей для подготовки учителей в учительские семинарии на Кавказе, в Турции и других странах.
9. При наличии финансовых средств общество за свой счет открывает учительские курсы и детский сад.
10. Создает собрания, педсоветы и педсоветы по подготовке и воспитанию учителей.
11. Регулярно организует театральные представления, литературные собрания, научно-технические дискуссии, публичные просмотры и тому подобные мероприятия.
12. В целях возрождения нашей национальной музыки и песни Общество приглашает музыковедов и певцов в нужные ему школы и открывает музыкальные курсы.
13. Способствует прогрессу и распространению промышленности и сельского хозяйства среди нашей нации. С этой целью мы готовим лекции по новым методам, имеющимся в Европе - промышленности и сельскому хозяйству, издаем книги и, при наличии достаточных средств, организуем курсы пчеловодства, коконоводства и животноводства, промышленные и сельскохозяйственные школы, в зависимости от настроения и условий места.
14. Общество создает национальные спортивные (образовательные и культурные) площадки.
15. Строится музей для сбора исторических и национальных артефактов нашего народа.
16. Общество общается через своих представителей с общими организациями, работающими в интересах нашего народа, и стремится к созданию всевозможных национальных организаций.

17. Общество охраняет свои отделения в кварталах и районах, которые считает необходимым поддерживать более тесную связь с населением.

## Внешние ссылки
РАЗВИТИЕ ПРОСВЕЩЕНИЯ И КУЛЬТУРЫ В РЕГИОНАХ АЗЕРБАЙДЖАНА В ПЕРИОД ПЕРВОЙ РЕСПУБЛИКИ (1918-1920 ГГ.)